# آنتونلا پونزیانی
آنتونلا پونزیانی (ایتالیایی: Antonella Ponziani؛ زادهٔ ۲۹ فوریه ۱۹۶۴) یک هنرپیشه، و کارگردان اهل ایتالیا است.
از فیلم‌هایی که وی در آن نقش داشته است، می‌توان به رستاخیز، زیبایی زنان، مدرسه تمام شد، به‌سوی جنوب، شبح مرگ و ناتوان هستی‌گرا اشاره کرد.

## جوایز
- جایزه انجمن ملی فیلم ایتالیا بهترین بازیگر زن (۱۹۹۳)
- جایزه دیوید دی دوناتلو بهترین بازیگر زن (۱۹۹۳)